# محوطه خضر ۲
محوطه خضر ۲ مربوط به کالکولیتیک - دوره ساسانیان است و در شهرستان دره‌شهر، بخش مرکزی، ۶۰۰ متری جنوب شرق دهستان ارمو واقع شده و این اثر در تاریخ ۹ بهمن ۱۳۸۶ با شمارهٔ ثبت ۲۰۷۳۰ به‌عنوان یکی از آثار ملی ایران به ثبت رسیده‌است.